# Richard Lynch
För andra betydelser, se Richard Lynch (olika betydelser).
Richard Hugh Lynch, född 12 februari 1940 i Brooklyn, New York , död 19 juni 2012 i Palm Springs, Kalifornien, var en amerikansk skådespelare, som ofta spelade skurkroller. Han medverkade ofta i science fiction-produktioner såsom Stridsplanet Galactica, Galactica 1980 och Star Trek: The Next Generation. Han medverkade även i TV-serier som Starsky och Hutch, T.J. Hooker, The A-Team och Förhäxad. Han medverkade i över 100 TV-serier och filmer.
Skådespelaren Barry Lynch är hans bror.

## Filmografi, i urval
- 1973 – Fågelskrämman
- 1982 – Det grymma svärdet
- 1994 – Scanner Cop
- 1998 – Spioner i familjen
- 2007 – Halloween
- 2012 – The Lords of Salem